# George Mercer Dawson
Pour les articles homonymes, voir Mercer et Dawson.
George Mercer Dawson, 1er août 1849 à Pictou, Nouvelle-Écosse - 2 mars 1901 à Ottawa est un scientifique, naturaliste et un expert canadien.

## Biographie
Il est le fils de Sir John William Dawson et de Margaret A. Y. Mercer. À onze ans il est atteint de tuberculose de l'épine dorsale (Mal de Pott), ce qui lui cause une déformation du dos et arrête sa croissance. Ce handicap physique ne l'empêche pas de devenir un des plus grands scientifiques du Canada. Ses tuteurs et son père pourvoient à ses besoins éducatifs pendant sa lente convalescence. Dawson suit plus tard des cours au lycée de Montréal et à l'Université McGill (à temps partiel) avant de se rendre à Londres en 1869 pour y étudier la géologie et la paléontologie à la Royal School of Mines (maintenant intégrée à l'Imperial College de Londres). Dawson obtient son diplôme après trois ans avec les plus hautes distinctions dans sa classe. Le doctorat lui est conféré par la Queen's University en 1890 puis par l'Université McGill en 1891.

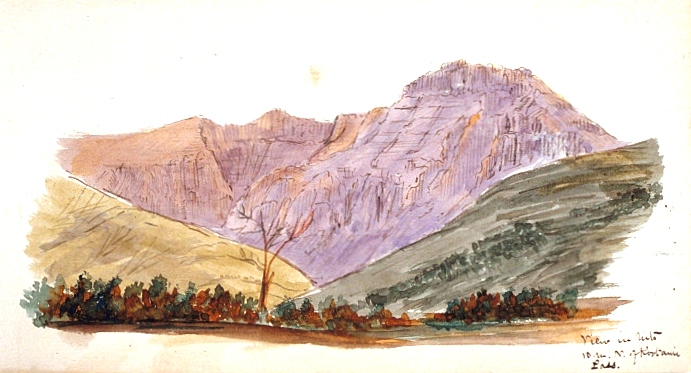
Vue des montagnes, 10 milles au nord du col Kootenai, George Dawson, 1862-1863

Dawson mène à bien une étude approfondie du Canada Occidental au XIXe siècle en commençant par l'Enquête sur la frontière entre les États-Unis et le Canada de 1872 à 1876. Le résultat est un rapport de 387 pages appelé Géologie et Ressources de la Région aux environs du 49e parallèle depuis le lac des Bois jusqu'aux montagnes Rocheuses, avec les Listes des Plantes et des Animaux observés et des Notes sur les Fossiles. Ce rapport fait de Dawson un scientifique respecté. Ses relevés topographiques permettent de développer les secteurs d'activités agricoles, d'exploitation forestière et minière dans l'Ouest canadien.
En 1883 et 1884, Dawson voyage à travers les Rocheuses canadiennes où le gouvernement canadien l'a chargé de dresser la carte des principales montagnes et des principaux cols, et également des fleuves importants. Parmi les nombreux pics qu'il découvre figurent le mont Assiniboine (3 618 m) et le mont Temple (3 543 m). À la suite de sa recherche sur le terrain, une carte de son travail est publiée en 1886, couvrant les Rocheuses canadiennes de la frontière américaine à Red Deer Valley et au Kicking Horse Pass.
En 1887, il mène une expédition dans le Yukon, établissant certaines des premières cartes de ce qui va devenir les Territoires du Nord-Ouest. Son rapport est réédité dix ans plus tard pour satisfaire l'intérêt du public pour la région à la suite de la ruée vers l'or du Klondike. La ville de Dawson City, ancienne capitale du Yukon, est nommée ainsi d'après lui. Dawson Creek, en Colombie-Britannique, porte aussi son nom en son honneur.
Il devient membre de la Commission Géologique du Canada (CGC) en 1875, où il est promu directeur adjoint en 1883 et finalement directeur en 1895. Il réalise un relevé de terrain de la Colombie-Britannique qui influence les décisions du gouvernement canadien concernant le tracé de la voie ferrée vers le Pacifique.
En 1882, il est un des membres fondateurs de la Société royale du Canada.
En 1887, en compagnie de William Ogilvie et Richard McConnell, il réalise le relevé topographique de la frontière entre l'Alaska et le Yukon et y étudie les gisements aurifères.
Il meurt inopinément à Ottawa en un seul jour d'une bronchite aiguë. Il est enterré dans le coin réservé à sa famille au cimetière du Mont Royal à Montréal.